# Klügmann
Klügmann (Kluegmann, Klugmann, Klugman) är ett tyskt efternamn, som burits av bland andra:
- Adolf Klügmann (1837 – 1880), tysk klassisk arkeolog och numismatiker
- Karl Peter Klügmann (1835 – 1915), tysk politiker och diplomat

## Klugman
- Jacob "Jack" Joachim Klugman (1922, Philadelphia  –  2012, Northridge)